# RuPaul's Drag Race (undicesima edizione)
L'undicesima edizione di RuPaul's Drag Race è andata in onda negli Stati Uniti su VH1, dal 28 febbraio al 30 maggio 2019.
La nuova stagione venne annunciata 13 giugno 2018, insieme con Untucked.
Il 24 gennaio 2019, con una diretta YouTube sul canale dell'emittente, la vincitrice della decima edizione Aquaria e il pattinatore olimpico Adam Rippon hanno annunciato le quattordici concorrenti della nuova stagione e il ritorno di Vanessa Vanjie Mateo, drag queen eliminata nella prima puntata della precedente edizione.
Yvie Oddly, vincitrice dell'edizione, ha guadagnato come premio 100000 $, una fornitura di cosmetici della Anastasia Beverly Hills cosmetics e una corona di Fierce Drag Jewels.
A'Keria C. Davenport, Ra'Jah O'Hara, Scarlet Envy e Silky Nutmeg Ganache prenderanno poi parte alla sesta edizione di RuPaul's Drag Race All Stars, Yvie Oddly tornerà nella settima edizione, mentre Ra'Jah O'Hara e Silky Nutmeg Ganache prenderanno parte alla prima edizione di Canada's Drag Race: Canada vs the World. In seguito, Kahanna Montrese parteciperà all'ottava edizione di RuPaul's Drag Race All Stars, mentre Scarlet Envy prenderà parte alla seconda edizione di RuPaul's Drag Race: UK vs the World. Successivamente, Nina West, Plastique Tiara e Vanessa Vanjie Mateo prenderanno parte alla nona edizione di RuPaul's Drag Race All Stars.

## Concorrenti
Le quindici concorrenti che hanno preso parte al reality show sono state:
| Concorrente           | Vero nome          | Età | Città                    | Posizionamento |
| --------------------- | ------------------ | --- | ------------------------ | -------------- |
| Yvie Oddly            | Jovan Bridges      | 24  | Denver – Colorado        | Vincitore      |
| Brooke Lynn Hytes     | Brock Hayhoe       | 32  | Nashville – Tennessee    | 2º posto       |
| A'Keria C. Davenport  | Gregory D'Waine    | 30  | Dallas – Texas           | 3/4º posto     |
| Silky Nutmeg Ganache  | Reginald Steele    | 28  | Chicago – Illinois       | 3/4º posto     |
| Vanessa Vanjie Mateo  | Jose Cancel        | 26  | Los Angeles – California | 5º posto       |
| Nina West             | Andrew Levitt      | 39  | Columbus – Ohio          | 6º posto       |
| Shuga Cain            | Jesus Martinez Jr. | 40  | New York – New York      | 7º posto       |
| Plastique Tiara       | Duc Tran Nguyen    | 21  | Southlake – Texas        | 8º posto       |
| Ra'Jah O'Hara         | Benni Miller       | 33  | Dallas – Texas           | 9º posto       |
| Scarlet Envy          | Jacob James Grady  | 26  | Brooklyn – New York      | 10º posto      |
| Ariel Versace         | Bryan Philip Neel  | 26  | Cherry Hill – New Jersey | 11º posto      |
| Mercedes Iman Diamond | Curran Mohammed    | 31  | Minneapolis – Minnesota  | 12º posto      |
| Honey Davenport       | James Heath-Clark  | 32  | New York – New York      | 13º posto      |
| Kahanna Montrese      | Tyrone Hardiman    | 25  | Las Vegas – Nevada       | 14º posto      |
| Soju                  | Tony Hyunsoo Ha    | 27  | Los Angeles – California | 15º posto      |

## Tabella eliminazioni
| 1  | Brooke    | Scarlet   | Nina      | Silky     | Brooke    | A'Keria   | Plastique | Silky     | A'Keria   | Nina    | Brooke  | Yvie    | Yvie Oddly           |  |  |  |
| 2  | A'Keria   | Yvie      | Ariel     | Brooke    | Plastique | Brooke    | Brooke    | Nina      | Brooke    | Brooke  | A'Keria | A'Keria | Brooke Lynn Hytes    |  |  |  |
| 3  | Plastique | Plastique | Brooke    | Yvie      | Yvie      | Shuga     | Yvie      | Shuga     | Silky     | A'Keria | Vanessa | Silky   | A'Keria C. Davenport |  |  |  |
| 4  | Vanessa   | Shuga     | Mercedes  | Scarlet   | Nina      | Silky     | Silky     | A'Keria   | Yvie      | Yvie    | Yvie    | Brooke  | Silky Nutmeg Ganache |  |  |  |
| 5  | Ariel     | Nina      | Silky     | Ariel     | A'Keria   | Yvie      | Shuga     | Plastique | Nina      | Silky   | Silky   | Vanessa |                      |  |  |  |
| 6  | Yvie      | Vanessa   | Vanessa   | Nina      | Scarlet   | Plastique | Vanessa   | Vanessa   | Shuga     | Vanessa | Nina    |         |                      |  |  |  |
| 7  | Ra'Jah    | Silky     | Yvie      | Plastique | Vanessa   | Vanessa   | Nina      | Brooke    | Vanessa   | Shuga   |         |         |                      |  |  |  |
| 8  | Silky     | Honey     | Plastique | Shuga     | Ra'Jah    | Nina      | A'Keria   | Yvie      | Plastique |         |         |         |                      |  |  |  |
| 9  | Shuga     | A'Keria   | Ra'Jah    | A'Keria   | Silky     | Ra'Jah    | Ra'Jah    |           |           |         |         |         |                      |  |  |  |
| 10 | Scarlet   | Ra'Jah    | Scarlet   | Vanessa   | Shuga     | Scarlet   |           |           |           |         |         |         |                      |  |  |  |
| 11 | Honey     | Brooke    | A'Keria   | Ra'Jah    | Ariel     |           |           |           |           |         |         |         |                      |  |  |  |
| 12 | Nina      | Ariel     | Shuga     | Mercedes  |           |           |           |           |           |         |         |         |                      |  |  |  |
| 13 | Mercedes  | Mercedes  | Honey     |           |           |           |           |           |           |         |         |         |                      |  |  |  |
| 14 | Kahanna   | Kahanna   |           |           |           |           |           |           |           |         |         |         |                      |  |  |  |
| 15 | Soju      |           |           |           |           |           |           |           |           |         |         |         |                      |  |  |  |

     Il concorrente ha vinto la gara
     Il concorrente è arrivato in finale ma non ha vinto la gara
     Il concorrente è arrivato in finale, ma è stato eliminato
     Il concorrente ha vinto la puntata
     Il concorrente figura tra i primi ma non ha vinto la puntata
     Il concorrente è salvo ed accede alla puntata successiva (l'ordine di chiamata è casuale)
     Il concorrente figura tra gli ultimi ma non è a rischio eliminazione
     Il concorrente figura tra gli ultimi ed è a rischio eliminazione
     Il concorrente è stato eliminato

## Giudici
- RuPaul
- Michelle Visage
- Ross Matthews
- Carson Kressley

### Giudici ospiti
I giudici ospiti sono:
- Miley Cyrus[12]
- Kandi Burruss
- Cara Delevingne
- Guillermo Díaz
- Clea DuVall
- Fortune Feimster
- Tony Hale
- Cheyenne Jackson
- Katherine Langford
- Natasha Lyonne
- Joel McHale
- Elvira, Padrona dell'Oscurità
- Bobby Moynihan
- Mirai Nagasu
- Sydelle Noel
- Tiffany Pollard
- Adam Rippon
- Gina Rodriguez
- Troye Sivan
- Wanda Sykes
- Amber Valletta
- Lena Waithe
- Travis Wall
- Todrick Hall

## Special guest
In quest'edizione ci sono stati dei cameo celebrities, molti di quali concorrenti nelle passate edizioni di RuPaul's Drag Race, che però non sono stati giudici durante la puntata:
- Albert Sanchez
- Raja Gemini
- Jasmine Master
- Manila Luzon
- Ginger Minj
- Farrah Moan
- Ongina
- Sonique
- Victoria "Porkchop" Parker
- Eureka O'Hara
- Raven
- Delta Work
- Derrik Barry
- Kimora Blac
- Mariah Balenciaga
- Adore Delano
- Rachel Maddow
- Yanis Marshall
- Trixie Mattel
- Love Connie
- Alyssa Edwards
- Morgan McMichaels
- Jinkx Monsoon
- Kyle Marlett
- Christine and the Queens
- Monét X Change
- Aquaria

## Riassunto episodi

### Episodio 1 -Whatcha Unpackin?
Il primo episodio dell'undicesima edizione si apre con le concorrenti che entrano nell'atelier. La prima a entrare è Vanessa Vanjie Mateo, l'ultima è Soju. RuPaul fa il suo ingresso annunciando l'inizio di una nuova edizione e dando il benvenuto alle concorrenti e un bentornato a Vanessa Vanjie Mateo.
- La mini sfida: le concorrenti prendono parte ad un servizio fotografico insieme con una ex concorrente del programma. La vincitrice della mini sfida è Silky Nutmeg Ganache.
- La sfida principale: RuPaul annuncia che per errore le valigie delle concorrenti sono state smarrite, per questo motivo devono creare un outfit usando i materiali e tessuti che troveranno nella valigia di una delle "leggende", ovvero ex concorrenti che hanno fatto la storia del programma. Avendo vinto la mini sfida Silky può scegliere la propria e assegnare poi le valigie alle altre concorrenti. Le "leggende" assegnate alle concorrenti sono state:

| Concorrente           | Leggenda             |
| --------------------- | -------------------- |
| A'Keria C. Davenport  | BeBe Zahara Benet    |
| Ariel Versace         | Laganja Estranja     |
| Brooke Lynn Hytes     | Detox Icunt          |
| Honey Davenport       | BenDeLaCreme         |
| Kahanna Montrese      | Katya Zamolodchikova |
| Mercedes Iman Diamond | Bianca Del Rio       |
| Nina West             | Thorgy Thor          |
| Plastique Tiara       | Sasha Velour         |
| Ra'Jah O'Hara         | Kennedy Davenport    |
| Scarley Envy          | Violet Chachki       |
| Shuga Cain            | Sharon Needles       |
| Silky Nutmeg Ganache  | Peppermint           |
| Soju                  | Kim Chi              |
| Vanessa Vanjie Mateo  | Valentina            |
| Yvie Oddly            | Alaska Thunderfuck   |

Durante i preparativi della sfida, tra i vari membri dello staff del programma, molte notano la somiglianza del microfonista PJ con Miley Cyrus. Il microfonista si rivela essere la "vera" Miley Cyrus. La cantante passa del tempo con le concorrenti dando loro consigli per combattere la pressione e annuncia di essere il giudice speciale della puntata. RuPaul dichiara Ariel, Yvie, Ra'Jah, Silky, Shuga, Scarlet e Honey salve, e lascia le altre concorrenti sul palco per le critiche. Soju e Kahanna Montrese sono le peggiori mentre Brooke Lynn Hytes è la migliore della puntata.
- L'eliminazione: Soju e Kahanna Montrese vengono chiamate a esibirsi con la canzone The Best of Both Worlds di Hannah Montana. Kahanna Montrese si salva mentre Soju viene eliminata dalla competizione.

### Episodio 2 -Good God Girl, Get Out
Il secondo episodio si apre con le concorrenti che rientrano nell'atelier dopo l'eliminazione di Soju, e Scarlett afferma che avrebbe dovuto vincere lei, mentre Kahanna parla di come il suo cognome le porti tante aspettative e responsabilità.
- La mini sfida: le concorrenti devono posare con l'arte del photobombing. Le vincitrici della mini sfida sono Brooke Lynn Hytes e Silky Nutmeg Ganache.
- La sfida principale: le concorrenti devono recitare in delle parodie di due film blockbuster. Le vincitrici della mini sfida saranno a capo di due team diversi, dei quali potranno scegliere i membri. I due film sono: "Why It Gotta Be Black, Panther?", parodia di Black Panther, assegnato al team di Brooke Lynn, e "Good God Girl, Get Out!", parodia di Scappa - Get Out, assegnato al gruppo di Silky. Brooke Lynn sceglie per il suo gruppo Nina, Ra'Jah, Honey, Shuga, Plastique e Ariel, mentre Silky sceglie per il suo gruppo A'Keria, Vanessa, Mercedes, Yvie, Kahanna e le viene data Scarlet, perché era l'ultima rimasta. Durante la stesura dei copioni, RuPaul entra nell'atelier e chiede al gruppo di Brooke chi del gruppo di Silky sia la concorrente più problematica, e Ariel afferma che la più problematica sia proprio la stessa Silky descrivendo il suo comportamento esagerato durante la precedente sfida. Durante la preparazione della sfilata Silky, che viene a conoscenza delle voci da parte di RuPaul, cerca spiegazioni da parte del gruppo anche se solo Ariel parla apertamente del suo punto di vista. Yvie si complimenta con Ariel per la sua sincerità e rimprovera alle altre di non aver fatto lo stesso. Durante la discussione Ra'Jah cerca di chiedere a tutti di darsi una calmata, ma parte una discussione con Yvie, che successivamente verrà ripresa durante l'Untucked.

Giudici ospiti della puntata sono Sydelle Noel e Bobby Moynihan. Il tema della sfilata di questa puntata è What's Your Sign?, dove le concorrenti devono sfoggiare un abito ispirato al proprio segno zodiacale. RuPaul dichiara Nina, Vanessa, Silky, Honey, A'Keria e Ra'Jah salve, e lascia le altre concorrenti sul palco per le critiche. Mercedes Iman Diamond e Kahanna Montrese sono le peggiori mentre Scarlet Envy e Yvie Oddly sono le migliori della puntata. 
- L'eliminazione: Mercedes Iman Diamond e Kahanna Montrese vengono chiamate a esibirsi con la canzone Work Bitch di Britney Spears. Mercedes Iman Diamond si salva mentre Kahanna Montrese viene eliminata dalla competizione.

### Episodio 3 -Diva Worship
Il terzo episodio si apre con le concorrenti che ritornano nell'atelier dopo l'eliminazione. Ariel si lamenta del fatto che nessuno le abbia dato un consiglio su come affrontare la sfida precedente, nonostante sia Michelle Visage sia Ross Matthews l'abbiano aiutata con delle linee guida.
- La mini sfida: le concorrenti devono "sedurre" un buttafuori per entrare nel camerino delle Seduction, storico gruppo musicale di Michelle Visage. La vincitrici della mini sfida sono Nina West e Ra'Jah O'Hara.
- La sfida principale: le concorrenti devono presentare di due programmi a tema religioso ispirati da una celebrità. Nina sceglie per il suo gruppo Silky, Yvie, Vanessa, Brooke Lynn, Ariel e Mercedes, mentre Ra'Jah sceglie per il suo gruppo Shuga, Scarlet, Plastique, Honey e A'Keria. Durante la stesura dei copioni, i gruppi scelgono la celebrità a cui ispirarsi per il programma. Il gruppo di Nina opta quasi in maniera unanime per Britney Spears, mentre il gruppo di Ra'Jah ha difficoltà a scegliere, così sotto consiglio di Honey decidono di optare per Mariah Carey. Durante la registrazione dei programmi il gruppo di Nina viene elogiato per l'ottima sincronia mentre il team di Ra'Jah viene giudicato negativamente per le esibizioni fiacche e mediocri.

Giudici ospiti della puntata sono Guillermo Díaz e Troye Sivan. Il tema della sfilata di questa puntata è Fringe, dove le concorrenti devono sfoggiare un abito ricoperto di frange. Il team di Nina viene dichiarato salvo, con Nina West che viene dichiarata la migliore della puntata, mentre il gruppo di Ra'Jah è a rischio eliminazione. RuPaul annuncia a sorpresa che, a causa della scarsa performance, tutte le componenti del gruppo sono reputate le peggiori e dovranno eseguire il lipsync per l'eliminazione.
- L'eliminazione: A'Keria C. Davenport, Honey Davenport, Plastique Tiara, Ra'Jah O'Hara, Scarlet Envy e Shuga Cain vengono chiamate a esibirsi con la canzone Waiting for Tonight (Hex Hector Mix) di Jennifer Lopez. Plastique Tiara, Ra'Jah O'Hara, Scarlet Envy, A'Keria C. Davenport e Shuga Cain si salvano mentre Honey Davenport viene eliminata dalla competizione.

### Episodio 4 -Trump: The Rusical
Il quarto episodio si apre con le concorrenti che ritornano nell'atelier dopo la scioccante eliminazione di Honey. Tutte le concorrenti prendono il comportamento di RuPaul come un avvertimento e concordano sul fatto da quel momento nessuna sia più al sicuro.
- La mini sfida: le concorrenti partecipano al talk show Why You Maddow, Tho?, dove devono impersonare la giornalista politica Rachel Maddow e dovranno annunciare le notizie leggendole da un gobbo. La vincitrice della sfida è Scarlet Envy.
- La sfida principale: le concorrenti prendono parte ad un musical ispirato a Grease in cui ogni concorrente avrà il ruolo di una delle donne della vita o carriera del presidente statunitense Donald Trump, dove dovranno ballare e cantare in playback. L'istruttore per la coreografia è Yanis Marshall, mentre durante l'esibizione appare Ginger Minj, concorrente nella settima edizione e nella seconda edizione di All Stars dove ha preso le vesti del presidente. I personaggi impersonati dalle concorrenti sono stati:

| Concorrente           | Personaggio impersonato |
| --------------------- | ----------------------- |
| A'Keria C. Davenport  | Stormy Daniels          |
| Ariel Versace         | Shandy                  |
| Brooke Lynn Hytes     | Ivana Trump             |
| Mercedes Iman Diamond | Ivanka Trump            |
| Nina West             | Sarah Huckabee Sanders  |
| Plastique Tiara       | Melania Trump           |
| Ra'Jah O'Hara         | Omarosa                 |
| Scarlet Envy          | Betsy DeVos             |
| Shuga Cain            | Hillary Clinton         |
| Silky Nutmeg Ganache  | Oprah Winfrey           |
| Vanessa Vanjie Mateo  | Rosie O'Donnell         |
| Yvie Oddly            | Kellyanne Conway        |

Giudici ospiti della puntata sono Tiffany Pollard e Joel McHale. Il tema della sfilata di questa puntata è Orange Alert, dove le concorrenti devono sfoggiare un abito completamente arancione. RuPaul dichiara Scarlet, Ariel, Nina, Plastique, Shuga e A'Keria salve, e lascia le altre concorrenti sul palco per le critiche. Ra'Jah O'Hara e Mercedes Iman Diamond sono le peggiori mentre Silky Nutmeg Ganache è la migliore della puntata.
- L'eliminazione: Ra'Jah O'Hara e Mercedes Iman Diamond vengono chiamate a esibirsi con la canzone Living in America di James Brown. Ra'Jah O'Hara si salva mentre Mercedes Iman Diamond viene eliminata dalla competizione.

### Episodio 5 -Monster Ball
Il quinto episodio si apre con le concorrenti che ritornano nell'atelier dopo l'eliminazione di Mercedes. Scarlett si complimenta con tutte per il lavoro svolto, mentre alcune concorrenti cercano di scoprire se tra Vanessa e Brooke Lynn ci sia qualcosa di più di una forte amicizia. Intanto Ra'Jah afferma che lei continuerà a dare il massimo e che è disposta anche ad andare sempre al lipsync, scatenando così una discussione con Yvie.
- La mini sfida: le concorrenti devono vestirsi e truccarsi da bambola in modo da diventare la "migliore amica" della bambola di RuPaul. A giudicare insieme a RuPaul c'è Trixie Mattel, concorrente nella settima edizione e vincitrice della terza edizione di All Stars. La vincitrice della sfida è Ra'Jah O'Hara.
- La sfida principale: le concorrenti parteciperanno al Monster Ball, dove presenteranno 3 look differenti, e il terzo dovrà essere cucito e assemblato a mano. Le categorie sono:

- Trampy Trick or Treater: le concorrenti devono indossare un look spaventoso per Halloween.
- Witch Please!: le concorrenti devono indossare un look da strega malvagia;
- MILF (Monster I'd Like to Freak) Eleganza: le concorrenti devono realizzare un outfit grottesco e inquietante.
Giudici ospiti della puntata sono Cara Delevingne ed Elvira, Padrona dell'Oscurità. RuPaul dichiara Nina, A'Keria, Scarlet, Vanessa e Ra'Jah salve, mentre lascia le altre concorrenti sul palco per le critiche. Shuga Cain e Ariel Versace sono invece le peggiori, mentre Brooke Lynn Hytes è la migliore della puntata.
- L'eliminazione: Shuga Cain e Ariel Versace vengono chiamate a esibirsi con la canzone I'm Your Baby Tonight di Whitney Houston. Shuga Cain si salva mentre Ariel Versace viene eliminata dalla competizione.

### Episodio 6 -The Draglympics
Il sesto episodio si apre con le concorrenti che ritornano nell'atelier dopo l'eliminazione di Ariel. Silky afferma che se deve andare al playback per i suoi sbagli non esiterà a sfidare tutte le altre. Intanto Yvie consiglia a Vanessa di cominciare a cambiare un po' la silhouette dei suoi outfit per non ricevere altre critiche dai giudici, scatenando così una discussione tra le due.
- La mini sfida: le concorrenti prendono parte al Galisthenics, uno show di ginnastica aerobica condotto da Love Connie, dove si esibiranno con le loro migliori acrobazie e coreografie. Le vincitrici della sfida sono A'Keria C. Davenport e Plastique Tiara.
- La sfida principale: per la sfida principale, le concorrenti partecipano alla prima edizione delle Draglympics, ovvero le prime olimpiadi per drag queen. Le vincitrici della mini sfida sceglieranno da chi sarà composto il proprio team e ne saranno anche i capitani. Durante le olimpiadi ogni gruppo dovrà esibirsi in una coreografia nella quale devono essere incorporate le discipline di Fanography, Voguing e Shablamming. A'Keria sceglie per il suo gruppo Brooke Lynn, Silky, Yvie e Shuga mentre Plastique sceglie Ra'Jah, Vanessa, Nina e Scarlet. Per la coreografia, gli istruttori sono i campioni olimpici Adam Rippon e Travis Wall. Il team di A'Keria è molto preparato anche se Yvie è molto preoccupata a causa della sua sindrome di Ehlers-Danlos, mentre il gruppo di Plastique ha difficoltà con i passi, in particolare Ra'Jah, (preoccupata per come è andata l'ultima sfida con una coreografia) e Scarlet (dal momento che non sa ballare). Durante l'esibizione Yvie subisce un infortunio alla caviglia a causa della sua sindrome.

Giudici ospiti della puntata sono Travis Wall, Mirai Nagasu e Adam Rippon. Il tema della sfilata di questa puntata è All That Glitters, dove le concorrenti devono sfoggiare abiti ricoperti di glitter dorati. Il team di A'Keria viene dichiarato salvo, con A'Keria C. Davenport che viene dichiarata la migliore della puntata, mentre il gruppo di Plastique è a rischio eliminazione. Ra'Jah O'Hara e Scarlet Envy sono dichiarate le peggiori.
- L'eliminazione: Ra'Jah O'Hara e Scarlet Envy vengono chiamate a esibirsi con la canzone Last Dance di Donna Summer. Ra'Jah O'Hara si salva mentre Scarlet Envy viene eliminata dalla competizione.

### Episodio 7 -From Farm to Runway
Il settimo episodio si apre con le concorrenti che ritornano nell'atelier dopo l'eliminazione di Scarlet. Ra'Jah afferma che Scarlet meritava di essere eliminata, dato che secondo lei è stata la peggiore della sfida. Intanto Plastique si lamenta del fatto che i giudici l'hanno definita una queen con poca personalità e decide di dare il massimo per dimostrare che si sbagliano.
- La mini sfida: le concorrenti devono gareggiare in una corsa con i sacchi facendo rimbalzare il proprio reggiseno a rallentatore. Le vincitrici della sfida sono Nina West e Shuga Cain.
- La sfida principale: le concorrenti dovranno realizzare un outfit usando materiali organici e biologici come sacchi di iuta, frutta essiccata e piante o fiori secchi. Durante i preparativi, RuPaul annuncia che un'ospite sta aspettando le concorrenti per fare loro una grande sorpresa. Si tratta di Alyssa Edwards, concorrente nella quinta edizione e nella seconda edizione di All Stars: dà lezioni di portamento alle concorrenti e annuncia che, oltre agli outfit, le concorrenti dovranno esibirsi su una coreografia in stile country chiamata Pumpkin Pie.

Giudici ospiti della puntata sono Kandi Burruss e Amber Valletta. RuPaul dichiara Silky e Vanessa salve, e lascia le altre concorrenti sul palco per le critiche. A'Keria C. Davenport e Ra'Jah O'Hara sono le peggiori mentre Plastique Tiara è la migliore della puntata.
- L'eliminazione: A'Keria C. Davenport e Ra'Jah O'Hara vengono chiamate a esibirsi con la canzone Strut di Sheena Easton. A'Keria C. Davenport si salva mentre Ra'Jah O'Hara viene eliminata dalla competizione.

### Episodio 8 -Snatch Game at Sea
L'ottavo episodio si apre con le concorrenti che ritornano nell'atelier dopo l'eliminazione di Ra'Jah. Silky si lamenta delle critiche di Yvie, la quale, dopo l'ennesima discussione con Vanessa, decide di non cercare di aiutare le altre con critiche costruttive, dal momento che vengono costantemente fraintese.
- La mini sfida: le concorrenti devono creare un titolo per la loro autobiografia, posando anche per un servizio fotografico per la copertina. La vincitrice della sfida è Silky Nutmeg Ganache.
- La sfida principale: le concorrenti prendono parte alla sfida più attesa in ogni edizione, lo Snatch Game. Tony Hale e Clea DuVall sono i concorrenti del gioco. Le concorrenti dovranno scegliere una celebrità e impersonarla per l'intero gioco, con lo scopo di essere il più divertenti possibili. Quando RuPaul ritorna nell'atelier per vedere quali personaggi sono stati scelti, insieme con lui c'è anche Jinkx Monsoon, vincitrice della quinta edizione del programma. Per la seconda volta nella storia dello show una concorrente si presenta con due impersonificazioni, infatti Nina West, incomincia lo Snatch Game impersonando Harvey Fierstein per poi cambiare durante il gioco in Jo Anne Worley. Le celebrità scelte dai concorrenti sono state:

| Concorrente          | Celebrità impersonata           |
| -------------------- | ------------------------------- |
| A'Keria C. Davenport | Tiffany Haddish                 |
| Brooke Lynn Hytes    | Céline Dion                     |
| Nina West            | Harvey Fierstein/Jo Anne Worley |
| Plastique Tiara      | Lovely Mimi                     |
| Shuga Cain           | Charo                           |
| Silky Nutmeg Ganache | Ts Madison                      |
| Vanessa Vanjie Mateo | Danielle Bregoli                |
| Yvie Oddly           | Whoopi Goldberg                 |

Giudici ospiti della puntata sono Tony Hale e Clea DuVall. Il tema della sfilata di questa puntata è Sequins, dove le concorrenti devono sfoggiare abiti ricoperti di paillette. RuPaul dichiara A'Keria e Plastique salve, mentre lascia le altre concorrenti sul palco per le critiche. Brooke Lynn Hytes e Yvie Oddly sono le peggiori mentre Silky Nutmeg Ganache è la migliore della puntata.
- L'eliminazione: Brooke Lynn Hytes e Yvie Oddly vengono chiamate a esibirsi con la canzone Sorry Not Sorry di Demi Lovato. Dopo un'esibizione fantastica da parte di entrambe, RuPaul annuncia che sia Brooke Lynn sia Yvie sono salve e che nessuna verrà eliminata.

### Episodio 9 -L.A.D.P.!
Il nono episodio si apre con le concorrenti che ritornano nell'atelier, sorprese e stupite dopo la mancata eliminazione. Sia Brooke Lynn che Yvie sono contente di avere una seconda possibilità. Intanto Silky afferma di essere stata perfetta dato che ha vinto sia mini sfida sia lo Snatch Game, e afferma che chiunque la ritenga senza talento si sbaglia.
- La mini sfida:le concorrenti devono "leggersi" a vicenda, ovvero dire qualcosa di cattivo ma facendolo in modo scherzoso. La vincitrice della mini sfida è Brooke Lynn Hytes.
- La sfida principale: le concorrenti, divise in coppie, devono recitare in delle parodie di un documentario poliziesco chiamato Los Angeles Drag Patrol (L.A.D.P.). La vincitrice della mini sfida sceglierà la formazione delle coppie. Brooke Lynn sceglie per lei Nina, poi mette in coppia Vanessa e Plastique; A'keria e Yvie; e, infine, Shuga e Silky. Silky interpreta la parte di un venditore illegale di imbottiture, mentre Shuga sarà una cliente religiosa insoddisfatta; Brooke Lynn e Nina recitano nei panni di due vicine di casa che la polizia visita dopo che Nina ha denunciato Brooke Lynn per atti osceni in luogo pubblico; Plastique e Vanessa recitano la parte di due gatte morte che finiranno per litigare; e infine, A'Keria e Yvie interpretano due ragazze twerk che stanno discutendo sul loro rapporto burrascoso.

Giudici ospiti della puntata sono Fortune Feimster, Cheyenne Jackson e Natasha Lyonne. Il tema della sfilata di questa puntata è Face-Kini Realness, dove le concorrenti devono sfoggiare un abito con il volto quasi coperto con l'eccezione di occhi e bocca. RuPaul dichiara Nina e Yvie salve, lasciando le altre concorrenti sul palco per le critiche. Vanessa Vanjie Mateo e Plastique Tiara sono le peggiori mentre A'Keria C. Davenport è la migliore della puntata.
- L'eliminazione: Vanessa Vanjie Mateo e Plastique Tiara vengono chiamate a esibirsi con la canzone Hood Boy di Fantasia Barrino. Vanessa Vanjie Mateo si salva mentre Plastique Tiara viene eliminata dalla competizione.

### Episodio 10 -Dragracadabra
Il decimo episodio si apre con le concorrenti che ritornano nell'atelier dopo l'eliminazione di Plastique. Vanessa dopo aver rischiato di essere eliminata afferma di voler dare il massimo per evitare di andare di nuovo al playback. Intanto Nina è infastidita dal comportamento di Brooke Lynn, che non l'ha ringraziata nonostante l'aiuto ricevuto durante la sfida precedente.
- La mini sfida: le concorrenti devono gareggiare in una gara a staffetta con un membro della Pit-Crew, dove devono trasportare più oggetti possibili con diverse parti del corpo. La vincitrice della sfida è Vanessa Vanjie Mateo.
- La sfida principale: le concorrenti divise in squadre devono organizzare uno spettacolo di magia ed esibirsi con vari trucchi di magia e prestigio. La vincitrice della mini sfida deciderà le squadre. Vanessa sceglie per la sua squadra Silky, A'Keria e Yvie, mentre Shuga, Nina e Brooke Lynn formano la seconda squadra. Le concorrenti vengono aiutate da Kyle Marlett che insegna loro dei trucchi di magia e offre loro consigli per lo spettacolo.

Giudici ospiti della puntata sono Katherine Langford e Gina Rodriguez. Il tema della sfilata di questa puntata è Caftan Realness, dove le concorrenti devono sfoggiare il look con un kaftan. Dopo la sfilata e le critiche dei giudici, RuPaul dichiara Shuga Cain e Vanessa Vanjie Mateo le peggiori della puntata, mentre Nina West è la migliore della puntata.
- L'eliminazione: Shuga Cain e Vanessa Vanjie Mateo vengono chiamate a esibirsi con la canzone No More Drama di Mary J. Blige. Vanessa Vanjie Mateo si salva mentre Shuga Cain viene eliminata dalla competizione.

### Episodio 11 -Bring Back My Queens!
Le concorrenti ritornano nell'atelier, dispiaciute per l'eliminazione di Shuga. Silky si dichiara delusa da sé stessa dopo le critiche dei giudici, mentre Nina si dice molto soddisfatta per la propria vittoria.
- La mini sfida: le concorrenti partecipano al Slap Out Of It, ovvero schiaffeggiare per finta un'altra concorrente in modo credibile per ricevere la miglior reazione. La vincitrice della sfida è Brooke Lynn Hytes.
- La sfida principale: RuPaul annuncia che le concorrenti devono truccare e preparare alcune delle concorrenti eliminate nelle puntate precedenti, tornate appositamente per l'occasione. Nessuna delle eliminate potrà aiutare le concorrenti ancora in gara con l'outfit o il make-up (indosseranno infatti dei guanti in gommapiuma che impediranno loro di utilizzare le mani); inoltre, viene specificato che nessuna delle concorrenti eliminate verrà riammessa nella competizione, nemmeno in caso di vittoria. Brooke Lynn, visto che ha vinto la mini sfida, dovrà mettere in coppia le concorrenti con le eliminate. Durante la preparazione le concorrenti, eliminate e non, si confrontano tra loro su diverse questioni rimaste in sospeso.

| Concorrente          | Eliminata       |
| -------------------- | --------------- |
| A'Keria C. Davenport | Honey Davenport |
| Brooke Lynn Hytes    | Plastique Tiara |
| Nina West            | Shuga Cain      |
| Silky Nutmeg Ganache | Soju            |
| Vanessa Vanjie Mateo | Ariel Versace   |
| Yvie Oddly           | Scarlet Envy    |

Giudici ospiti della puntata sono Lena Waithe e Wanda Sykes. Dopo la sfilata e le critiche dei giudici, RuPaul dichiara che Nina West e Silky Nutmeg Ganache sono le peggiori della puntata, mentre Brooke Lynn Hythes è la migliore della puntata.
- L'eliminazione: Nina West e Silky Nutmeg Ganache vengono chiamate a esibirsi con la canzone No Scrubs di TLC. Dopo un'esibizione deludente da parte di entrambe, RuPaul annuncia che Silky Nutmeg Ganache si salva mentre Nina West viene eliminata dalla competizione.

### Episodio 12 -Queens Everywhere
Michelle Visage entra nel backstage e annuncia alle concorrenti che per questa ultima puntata ognuna deve scrivere e registrare un pezzo che farà parte del remix del singolo di RuPaul, intitolato Queens Everywhere. Dovranno poi esibirsi in uno studio, eseguendo una coregrafia, e dovranno anche prendere parte a un podcast con RuPaul e Michelle Visage.
Una volta scritto il pezzo, ogni concorrente raggiunge la sala registrazione, dove Todrick Hall offre loro consigli e aiuto per la registrazione del pezzo. Per la realizzazione del balletto le concorrenti incontrano nuovamente Todrick, che insegna loro la coreografia. Nel frattempo, una a una, le concorrenti prendono parte al podcast, dove RuPaul e Michelle Visage fanno domande sulla loro esperienza in questa edizione dello show.
Giudice ospite della puntata è Todrick Hall. Il tema della sfilata di questa puntata è Best Drag, dove le concorrenti devono sfoggiare il loro abito migliore. Dopo la sfilata e le critiche dei giudici, RuPaul dichiara che Brooke Lynn Hytes e Vanessa Vanjie Mateo sono le peggiori della puntata, mentre Yvie Oddly, A'Keria C. Davenport e Silky Nutmeg Ganche sono salve ed accedono alla finale.
- L'eliminazione: Brooke Lynn Hytes e Vanessa Vanjie Mateo vengono chiamate a esibirsi con la canzone Pride: A Depper Love di Aretha Franklin. Brooke Lynn Hytes si salva e accede alla finale mentre Vanessa Vanje Mateo viene eliminata dalla competizione.

### Episodio 13 -Reunited
In questo episodio tutte le concorrenti si riuniscono insieme con RuPaul per parlare della loro esperienza nello show, discutendo di quali sono stati i loro momenti migliori, delle sfide più difficili e delle scelte di stile effettuate.

### Episodio 14 -Grand Finale
Nell'episodio finale della stagione, per la terza volta nella storia del programma, le quattro finaliste devono esibirsi in un torneo di playback chiamati "Lipsync For The Crown" in cui, a due a due, devono sfidarsi per raggiungere la fase finale dove sarà proclamata la vincitrice.
Ma prima RuPaul, come ha fatto durante le stagioni precedenti, fa delle domande alle finaliste, di come il programma gli ha cambiato la vita e fa loro alcune sorprese.
La "ruota dei playback" sceglie casualmente per primo il nome di Silky, che a sua volta sceglie di andare contro Brooke Lynn, mentre A'Keria e Yvie sono abbinate nel secondo playback. Brooke Lynn Hytes e Silky Nutmeg Ganache si esibiscono in playback con la canzone Bootylicious delle Destiny's Child. Brooke Lynn Hytes riesce a passare alla sessione finale, mentre Silky Nutmeg Ganache viene eliminata. A'Keria C. Davenport e Yvie Oddly si esibiscono in playback con la canzone SOS di Rihanna, con vittoria di Yvie Oddly e, di conseguenza, con l'eliminazione di A'Keria C, Davenport.
Prima del lip-sync finale, viene annunciata Miss Congeniality, che come la precedente edizione è stata scelta dalle concorrenti. Ad annunciare la vincitrice è Monét X Change, Miss Congeniality della decima edizione e vincitrice della quarta edizione di All Stars. A vincere il titolo di Miss Congeniality è stata Nina West.
Nel lip-sync finale, si scontrarono Brooke Lynn Hytes e Yvie Oddly nella canzone The Edge of Glory di Lady Gaga. Dopo il duello finale RuPaul dichiara Yvie Oddly vincitrice dell'undicesima edizione di RuPaul's Drag Race.